# Луцькі римсько-католицькі єпископи
Єпископ луцький — титул і посада голови Луцької діоцезії Римсько-католицької церкви.

## Ординарії
- Пйотр (1364—1370), домініканин, Володимирський єпископ
- Гінько Буконський (1370—1375), Володимирський єпископ
- Ісидор (1375—1380), домініканин, Володимирський єпископ
- Заїц з Гасенбурга Хинек (Хинко) (1371—1388)
- Руґан (Руґіянколо) (1380—1400), Володимирський єпископ
- Микола (до 1388 біля 1390—1400)
- Григорій з Бучкова (1400 — біля 1424), Володимирський єпископ
- Святослав (1404—1409)
- Андрій з Плонська (1425 — перед 1459), переніс резиденцію Володимирської дієцезії до Луцька Єпископ Андрій з Плонська [Архівовано 25 січня 2008 у Wayback Machine.]
- Вацлав Рачкович (1459—1460/1462)
- Ян Лосович (1463—1468)
- Мартин Кречович (1468—?)
- Станіслав Ставський (1483 — бл. 1488)
- Йоан Андрусевич-Пуделко (1493—1499)
- Войцех Радзивілл (1500—1507)
- Павло Гольшанський (1507—1535)
- Єжи Хвальчевський (1535—1547)
- Валер'ян Протасевич (1547—1555)
- Ян Андрушевич (1563—1579)
- Вікторин Вербицький (1579—1588)
- Бернард Мацейовський (1590—1600)
- Станіслав Ґомолінський (1600—1604)
- Марцін Шишковський (1604—1607)
- Павло Воллович (1607—1608)
- Павел Волуцький (1608—1616)
- Генрик Фірлей (1616—1618)
- Андрій Ліпський (1618—1623)
- Станіслав Лубенський (1624—1627)
- Ахаци Ґроховський (1627—1633)
- Богуслав Радошевський (1633—1638)
- Андрій Гембицький (1638—1655)
- Ян Замойський (1655)
- Ян-Стефан Виджга (1655—1659)
- Миколай Пражмовський (1659—1666)
- Томаш Леженський (1667—1675))
- Станіслав Домбський (1675—1680)
- Станіслав Вітвіцький (1680—1688)
- Боґуслав Лєщинський (1688—1691)
- Францішек Міхал Пражмовський (1691—1701)
- Олександр Виговський (1703—1714)
- Йоахим Пшебендовський (1714—1721)
- Стефан Богуслав Рупнєвський (1721—1731)
- Ян-Олександр Ліпський (1731—1736)
- Анджей Станіслав Залуський (1736—1739)
- Францішек Антоній Кобельський (1739—1755)
- Антоній Еразм Воллович (1755—1769)
- Фелікс Павло Турський (1769—1790)
- Адам Нарушевич (1790—1798)
- Каспер Цецішовський (1798—1827)
- Михайло Пивницький (1827—1845)
- Каспер Боровський (1848—1871)
- Симон Мартин Козловський (1883—1891) † 1899
- Кирило Любовидзький (1897—1898)
- Болеслав Геронім Клопотовський (1899—1901)
- Кароль Антоній Недзялковський (1901—1911)
- Ігнацій Маріуш Дуб-Дубовський (1916—1925)
- Адольф Петро Шельонжек (1925—1950)
- Маркіян Трофим'як (1998 — 24 липня 2012)
- Станіслав Широкорадюк (24 липня 2012 — 12 квітня 2014, апостольський адміністратор)
- Віталій Скомаровський (від 12 квітня 2014)